# 西伦费尔德
西伦费尔德是德国石勒苏益格－荷尔斯泰因州的一个市镇。总面积7.78平方公里，总人口4940人，其中男性2414人，女性2526人（2011年12月31日），人口密度635人/平方公里。